# 프라바카라바르다나
프라바카라바르다나는 굽타 제국의 쇠퇴기 무렵 북인도 타네사르의 왕이었다. 역사가 R. C. 마줌다르에 따르면, 그는 바르다나 왕조의 첫 번째 주목할 만한 왕이었지만, 푸시야부티라고도 불리는 가문의 네 번째 통치자였다. 그의 아버지 아디트야바르다나, 할아버지 라지야바르다나 1세, 증조부 나라바르다나의 뒤를 이었으나, 7세기 시인이자 바르다나 왕조의 연대기 작가인 바나바타가 이 초기 통치자들을 왕이라고 부르는 것은 잘못이었을 수 있으며, 이들은 별다른 의미를 갖지 못한 단순한 통치자였을 수 있다고 비문은 말한다.
프라바카라바르다나의 아버지 아디티야바르다나는 마가다의 마하세나굽타와 동맹을 맺고 마우카리 왕조에 대항했다. 그는 아마 같은 이름을 가진 굽타 왕의 누이일 것인 마하세나굽타와 결혼했다. 이러한 배치를 통해 그는 가문의 영지를 훨씬 더 넓혔다. 아디트야바르다나가 마하라자라는 칭호를 가지고 있는 반면, 그의 아들이 더 높은 계급의 마하라자디라자를 사용할 수 있었던 것은 이러한 영토 확장 때문이었다. 이에 프라바카라바르다나는 왕조의 영토를 더욱 공격적으로 확장하여 펀자브와 말와의 일부를 지배하는 결과를 초래했다. 구자라트, 간다라, 신드의 통치자들을 물리치는 것 외에도, 그는 후나족의 침략에도 저항했다. 7세기 작가 바나바타가 전하는 바에 따르면, 그는 후나족의 침입에도 저항했다.
프라바카라바르다나가 죽은 연대는 마줌다르에 따르면 604년이라고 하지만 군사 역사가 카우식 로이와 같은 몇몇 사료들은 605년이라고 한다. 그는 야소마티와 결혼했고 야소마티는 사티를 했다.
프라바카라바르다나와 야소마티 사이에는 세 자녀가 있었다. 장남 라지야바르다나 2세가 왕위를 계승한 뒤 그의 뒤를 이어 작은 아들 하르샤가 차례로 왕위를 계승했고, 딸 라자야슈리는 카나우지를 다스리던 마우카리 왕조의 그라하바르만과 결혼했다.

### 인용주
1. ↑  라자야슈리와 그라하바르만의 결혼은 말라바 왕에 대항하는 두 왕조의 동맹이었던 것으로 보인다.[7] 바르다나 왕조와 마우카리 왕조 사이의 초기 앙숙 관계가 역전된 것이다.

### 참조주
1. 1 2  Majumdar (1977), 249–250쪽
2. 1 2  Sen (1999), 247쪽
3. 1 2  Allan, Haig & Dodwell (1934), 105쪽
4. ↑  Roy (2013a), 82쪽
5. 1 2  Roy (2013b), 21–22쪽
6. ↑  Tripathi (1989), 73쪽
7. ↑  Sengupta (2011), 34–35쪽

'

## 참고 문헌
- Allan, J.; Haig, T. Wolseley; Dodwell, H. H., 편집. (1934), 《The Cambridge Shorter History of India》, Cambridge University Press
- Majumdar, Ramesh Chandra (1977) [1952], 《Ancient India》 Reprint판, Motilal Banarsidass, ISBN 978-8-12080-436-4
- Roy, Kaushik (2013a), 〈Kautilya〉,   Coetzee, Daniel; Eysturlid, Lee W., 《Philosophers of War: The Evolution of History's Greatest Military Thinkers》, ABC-CLIO, ISBN 978-0-313-07033-4
- Roy, Kaushik (2013b), 〈Bana〉,   Coetzee, Daniel; Eysturlid, Lee W., 《Philosophers of War: The Evolution of History's Greatest Military Thinkers》, ABC-CLIO, ISBN 978-0-313-07033-4
- Sen, Sailendra Nath (1999), 《Ancient Indian History and Civilization》, New Age International, ISBN 978-8-122-41198-0
- Sengupta, Nitish K. (2011), 《Land of Two Rivers: A History of Bengal from the Mahabharata to Mujib》, Penguin Books India, ISBN 978-0-14341-678-4
- Tripathi, Rama Shankar (1989) [1964], 《History of Kanauj: To the Moslem Conquest》 Reprint판, Motilal Banarsidass, ISBN 978-8-120-80404-3